# 上布魯克維爾 (紐約州)
上布魯克維爾（英語：Upper Brookville）是位於美國紐約州拿騷縣的村。

## 人口
根據2020年美國人口普查的數據，上布魯克維爾的面積為11.13平方千米，皆為陸地。當地共有人口1786人，而人口密度為每平方千米160人。